# Michiel de Ruijtertunnel
De Michiel de Ruijtertunnel is een tunnel voor autoverkeer in Amsterdam-Centrum. De tunnel is gelegen onder de De Ruijterkade op het Stationseiland, langs het IJ, aan noordzijde van het Centraal Station. De tunnel is vernoemd naar Michiel de Ruyter (1607-1676).

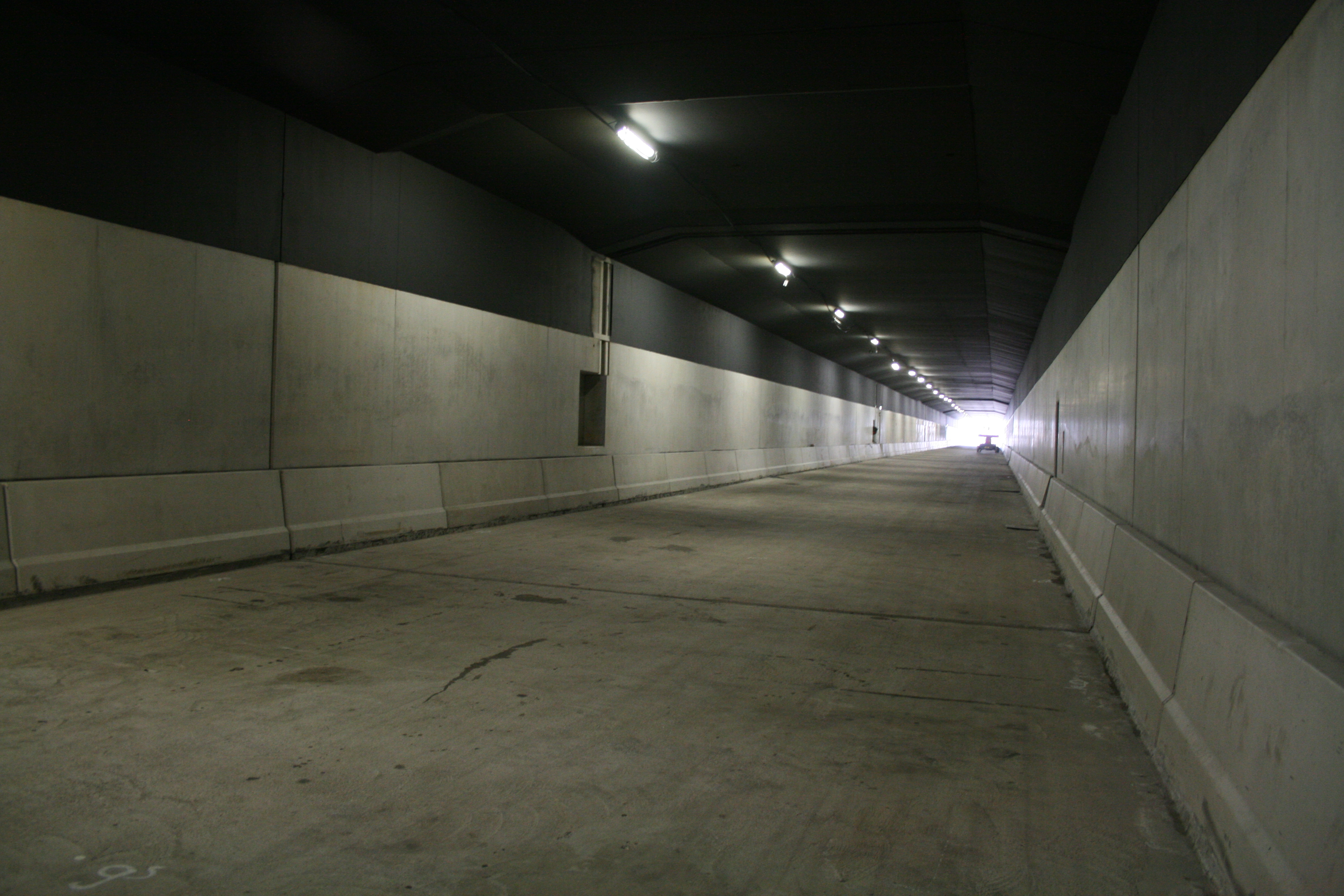
Zuidelijke tunnelbuis Michiel de Ruijtertunnel.

De tunnel is onderdeel van het project IJsei. Dankzij deze tunnel is de De Ruijterkade autovrij voetgangers- en fietsersgebied. Hiernaast, boven de tunnel, bevindt zich een nieuwe stationshal, de IJhal. Daarboven, op het niveau van de naastgelegen NS-sporen, ligt het nieuwe centrale busstation. Onder de autotunnel kruist de diepgelegen tunnel van de metro Noord/Zuidlijn. Om vanuit de IJhal bij de metrohal van de Noord/Zuidlijn te komen gaat men met roltrappen tussen de twee tunnelbuizen door.
De tunnel heeft een lengte van 360 meter en telt 2 x 2 rijstroken. De opening van de tunnel zou volgens de planning eind 2012 zijn, maar was uiteindelijk in juli 2015. Naast iedere tunnelbuis is een vluchtgang. Tussen de twee tunnelbuizen bevindt zich een grote ruimte die deels als aanvalsroute voor hulpdiensten en techniekruimte dient, en deels bestemd is voor de noordelijke toegang van het metrostation van de Noord/Zuidlijn. De tunnel is onderdeel van de s100.
De bouw van de tunnel startte in 2003, de ruwbouw kwam gereed in mei 2013. Op 13 juli 2015 werd de tunnel opengesteld voor het autoverkeer.
Amsterdamsebrug ·
Beltbrug ·
Benno Premselabrug ·
Berlagebrug ·
Blauwbrug ·
Coentunnel ·
Cuyperspassage ·
Tweede Coentunnel ·
Diaconessenbrug ·
Duivendrechtsebrug ·
Enneüs Heermabrug ·
Fietstunnel Hempontplein ·
Van Hallbrug ·
Hembrug ·
Hemtunnel ·
Hogesluis ·
Hortusbrug ·
Houtmanspoorbrug (Singelgrachtbrug) ·
IJ-tunnel ·
Jan van Galenbrug ·
Jan Schaeferbrug ·
Kattenslootbrug ·
Kinkerbrug ·
Kortjewantsbrug ·
Magere Brug ·
Meeuwenpleinbrug ·
Michiel de Ruijtertunnel ·
M.S. Vaz Diasbrug ·
Nesciobrug ·
Nieuwe Amstelbrug ·
Odebrug ·
Oetewalerbrug ·
Overtoomse Sluis ·
Piet Heintunnel ·
Rotterdammerbrug ·
Rozenoordbrug ·
Scharrebiersluis ·
Schellingwouderbrug ·
Schinkelbrug ·
Spaarndammertunnel ·
Théophile de Bockbrug ·
Torontobrug ·
Utrechtsebrug ·
Westerkeersluis ·
Wiegbrug ·
Willemsbrug (Singelgracht) ·
Zeeburgerbrug ·
Zeeburgertunnel ·
Zeilbrug